# Allan (futebolista)
Allan Rodrigues de Souza (Araçatuba, 3 de março de 1997) é um futebolista brasileiro que atua como volante. Atualmente, defende o Flamengo.

## Carreira

### Internacional
Nascido em Araçatuba, São Paulo, Allan teve passagens pelas bases de São Paulo, Tanabi e Mirassol, antes de juntar ao Internacional aos 15 anos de idade. O editor da Goal Brasil Rodrigo Calvozzo afirmou que o volante sempre foi tratado pelo Internacional como um dos jogadores mais importantes da base do clube.

### Liverpool
No verão de 2015, ele se juntou ao Liverpool numa compra de £ 500.000 depois de impressionar os treinadores do clube inglês.

### Seinäjoen Jalkapallokerho
Em 2 de setembro de 2015, ele foi emprestado ao clube finlandês Seinäjoen Jalkapallokerhoon em um acordo de curto prazo. Allan marcou na estreia seu primeiro gol pelo clube aos 11 minutos do segundo tempo após substituir Jussi Vasara e abrindo o placar para o seu clube num empate em 1- 1 contra o KuPS. Allan terminou a temporada com dois gols em oito partidas, que ajudou o clube a conquistar o Campeonato Finlandês de Futebol. Em 29 de outubro de 2015, Allan voltou de seu período de empréstimo para o Liverpool, saudando o técnico do clube, Jürgen Klopp, pela primeira vez.

### Sint-Truiden
Em 18 de janeiro de 2016, Liverpool anunciou que Allan tinha sido emprestado ao clube belga Sint-Truiden pelo restante da temporada.Allan fez sua estreia pelo Sint-Truiden na derrota do time belga por 2 a 1 para o Westerlo pela Pro League em 24 de janeiro de 2016.

### Hertha Berlin
Em 5 de agosto de 2016, Allan foi novamente emprestado. Desta vez, para o Hertha Berlin.
Allan deixou o Hertha na metade de 2017, atuando em 15 partidas pelos berlinenses.

### Apollon Limassol
Em 31 de agosto de 2017, Allan foi anunciado pelo Apollon Limassol, por empréstimo de uma temporada.

### Eintracht Frankfurt
Em julho de 2018, foi contratado por empréstimo pelo Eintracht Frankfurt.

### Fluminense
Em 6 de janeiro de 2019, assinou contrato de empréstimo de 6 meses com o Fluminense, com possibilidade de extensão do período até o fim da temporada. Após o clube exercer a opção, Allan se tornou um dos pilares do clube na fuga do rebaixamento no Campeonato Brasileiro e na conquista da vaga para a Copa Sul-Americana de 2020.

### Atlético Mineiro
Em 8 de janeiro de 2020, Allan se transferiu para o Atlético Mineiro, assinando contrato válido até dezembro de 2023. A contratação por Allan teve uma forte disputa entre o Fluminense e o Atlético Mineiro.
Na tempora 2021, Allan fez 61 jogos sendo  32 jogos (31 como titular) no Brasileiro. Ele participou  do ano mágico para o Atlético-MG, que conquistou o Triplete Alvinegro, com as conquistas do Campeonato Mineiro, da Copa do Brasil e do Brasileirão. Além disso, o Galo atingiu mais um recorde no futebol nacional, ao terminar a temporada com 52 vitórias, maior marca de qualquer clube brasileiro no século e marcou 136 gols na temporada.
Allan fez 170 partidas pelo Galo e conquistou quatro estaduais, um Brasileirão, uma Copa do Brasil e uma Supercopa do Brasil.

### Flamengo
Em 2 de julho de 2023, Allan foi anunciado como novo reforço do Flamengo, assinando contrato até 31 de dezembro de 2027. O valor da transferência foi de 43,1 milhões de reais (8,2 milhões de euros) por 100% de seus direitos econômicos.Allan fez a sua estreia pelo Flamengo em 12 de julho, na vitória sobre o Athletico na Ligga Arena, em Curitiba, pela Copa do Brasil.
Allan sofreu com algumas lesões, assim terminou sua primeira temporada no Flamengo com apenas 14 jogos.

## Seleção Brasileira
Em 2 de janeiro de 2017, o técnico Rogério Micale convocou o Allan para substituir Douglas Augusto na Seleção Brasileira Sub-20 por motivo de lesão.
Em 16 de agosto de 2019, Allan foi convocado pelo técnico André Jardine para a Seleção Brasileira Sub-23.

## Estilo de jogo
Allan é um meio-campista canhoto com precisão nos passes longos. Foi utilizado ao longo da carreira tanto como um armador a frente da linha de defesa, quanto como um meia box-to-box.

## Estatísticas

### Clubes
Abaixo estão listados todos os jogos, gols e assistências do futebolista por clubes.
| Clube              | Temporada         | Campeonato nacional | Campeonato nacional | Campeonato nacional | Copa nacional[a] | Copa nacional[a] | Copa nacional[a] | Competições continentais[b] | Competições continentais[b] | Competições continentais[b] | Outros torneios[c] | Outros torneios[c] | Outros torneios[c] | Total | Total | Total   |
| Clube              | Temporada         | Jogos               | Gols                | Assist.             | Jogos            | Gols             | Assist.          | Jogos                       | Gols                        | Assist.                     | Jogos              | Gols               | Assist.            | Jogos | Gols  | Assist. |
| ------------------ | ----------------- | ------------------- | ------------------- | ------------------- | ---------------- | ---------------- | ---------------- | --------------------------- | --------------------------- | --------------------------- | ------------------ | ------------------ | ------------------ | ----- | ----- | ------- |
| SJK                | 2015              | 8                   | 1                   | 1                   | —                | —                | —                | —                           | —                           | —                           | —                  | —                  | —                  | 8     | 1     | 1       |
| SJK                | Total             | 8                   | 1                   | 1                   | —                | —                | —                | —                           | —                           | —                           | —                  | —                  | —                  | 8     | 1     | 1       |
| Sint-Truindense    | 2015–16           | 9                   | 0                   | 0                   | —                | —                | —                | —                           | —                           | —                           | —                  | —                  | —                  | 9     | 0     | 0       |
| Sint-Truindense    | Total             | 9                   | 0                   | 0                   | —                | —                | —                | —                           | —                           | —                           | —                  | —                  | —                  | 9     | 0     | 0       |
| Hertha Berlin      | 2017–18           | 15                  | 0                   | 0                   | 1                | 0                | 0                | —                           | —                           | —                           | —                  | —                  | —                  | 16    | 0     | 0       |
| Hertha Berlin      | Total             | 15                  | 0                   | 0                   | 1                | 0                | 0                | —                           | —                           | —                           | —                  | —                  | —                  | 16    | 0     | 0       |
| Apollon Limassol   | 2017–18           | 16                  | 0                   | 0                   | —                | —                | —                | 4                           | 0                           | 0                           | —                  | —                  | —                  | 20    | 0     | 0       |
| Apollon Limassol   | Total             | 16                  | 0                   | 0                   | —                | —                | —                | 4                           | 0                           | 0                           | —                  | —                  | —                  | 20    | 0     | 0       |
| Eintrach Frankfurt | 2018–19           | 4                   | 0                   | 0                   | —                | —                | —                | —                           | —                           | —                           | —                  | —                  | —                  | 4     | 0     | 0       |
| Eintrach Frankfurt | Total             | 4                   | 0                   | 0                   | —                | —                | —                | —                           | —                           | —                           | —                  | —                  | —                  | 4     | 0     | 0       |
| Fluminense         | 2019              | 28                  | 0                   | 1                   | 6                | 0                | 1                | 6                           | 0                           | 0                           | 7                  | 0                  | 1                  | 47    | 0     | 3       |
| Fluminense         | Total             | 28                  | 0                   | 1                   | 6                | 0                | 1                | 6                           | 0                           | 0                           | 7                  | 0                  | 1                  | 47    | 0     | 3       |
| Atlético Mineiro   | 2020              | 31                  | 0                   | 0                   | 2                | 0                | 0                | 1                           | 0                           | 0                           | 14                 | 0                  | 1                  | 48    | 0     | 1       |
| Atlético Mineiro   | 2021              | 32                  | 0                   | 0                   | 9                | 0                | 0                | 11                          | 0                           | 0                           | 9                  | 0                  | 0                  | 61    | 0     | 0       |
| Atlético Mineiro   | 2022              | 33                  | 0                   | 0                   | 3                | 0                | 0                | 8                           | 0                           | 2                           | 9                  | 0                  | 0                  | 53    | 0     | 2       |
| Atlético Mineiro   | 2023              | 0                   | 0                   | 0                   | 0                | 0                | 0                | 4                           | 0                           | 0                           | 4                  | 0                  | 0                  | 8     | 0     | 0       |
| Atlético Mineiro   | Total             | 96                  | 0                   | 0                   | 14               | 0                | 0                | 24                          | 0                           | 2                           | 36                 | 0                  | 1                  | 170   | 0     | 3       |
| Flamengo           | 2023              | 0                   | 0                   | 0                   | 0                | 0                | 0                | 0                           | 0                           | 0                           | —                  | —                  | —                  | 0     | 0     | 0       |
| Flamengo           | Total             | 0                   | 0                   | 0                   | 0                | 0                | 0                | 0                           | 0                           | 0                           | 0                  | 0                  | 0                  | 0     | 0     | 0       |
| Total na carreira  | Total na carreira | 176                 | 1                   | 2                   | 21               | 0                | 0                | 34                          | 0                           | 2                           | 43                 | 0                  | 1                  | 274   | 1     | 7       |

- a. ^ Jogos da Copa da Alemanha e Copa do Brasil
- b. ^ Jogos da Liga Europa, Copa Sul-Americana e Copa Libertadores
- c. ^ Jogos do Campeonato Carioca, Campeonato Mineiro e Supercopa do Brasil

## Títulos
Seinäjoen Jalkapallokerho
- Campeonato Finlandês: 2015

Atlético Mineiro
- Campeonato Brasileiro: 2021
- Copa do Brasil: 2021
- Campeonato Mineiro: 2020, 2021, 2022 e 2023
- Supercopa do Brasil: 2022

Flamengo
- Campeonato Carioca: 2024, 2025[33]
- Copa do Brasil: 2024
- Supercopa do Brasil: 2025

Prêmios individuais
- Seleção do Campeonato Mineiro (TV Globo Minas): 2020 e 2022